# Pyrrhopyge thelersa
Pyrrhopyge thelersa is een vlinder uit de familie van de dikkopjes (Hesperiidae). De wetenschappelijke naam van de soort is voor het eerst geldig gepubliceerd in 1866 door Hewitson.